# 阴蒂切除术
阴蒂切除术，指切除阴蒂的手术。在目前，阴蒂切除术极少用于临床。常见的阴蒂切除通常发生在非洲地区的女性割礼上。

## 历史
在历史上，阴蒂切除术曾用于抑制女性自慰。19世纪欧美的妇科医生曾将切除阴蒂作为治疗精神病与自慰的手段。西方首例报道的阴蒂切除术发生于1822年的柏林，一个十几岁的女孩因为频繁自慰被认为“低能”，阴蒂被切除。